# Pachycondyla apicalis
Pachycondyla apicalis is een mierensoort uit de onderfamilie van de Ponerinae. De wetenschappelijke naam van de soort is voor het eerst geldig gepubliceerd in 1802 door Latreille.